# Официальная оппозиция (Канада)
Лоя́льная оппози́ция Его Вели́чества (англ. His Majesty's Loyal Opposition, фр. Opposition loyale de Sa Majesté) — в Канаде обычно партия парламентской оппозиции, имеющая наибольшее число кресел в Палате общин Канады и не формирующая правительство ни в одиночку, ни в коалиции. Таким образом, обычно это вторая по важности партия в Палате, но в определённых редких обстоятельствах она может оказаться третьей или четвёртой или даже иногда первой партией.

## Общие положения
Её называют «Лояльной оппозицией Его Величества», чтобы показать, что, хотя эта фракция и противоречит правительству, она остаётся верна Короне (воплощению канадского государства) и, стало быть, Канаде.
На канадских федеральных выборах 2011 официальной оппозицией стала Новая демократическая партия.
Глава партии, образующей официальную оппозицию, именуется лидером оппозиции и может проживать в Сторноуэе, официальной резиденции лидера оппозиции в Оттаве.
Официальная оппозиция рассматривается как партия, задачей которой является сдерживание власти правительства. Под ней также вообще понимают альтернативное правительство. Официальная оппозиция имеет теневой кабинет депутатов, часто имеющих те же министерские портфели, что и министры правительства. Их называют «критиками» или «глашатаями».

## Преимущества
У официальной оппозиции есть некоторые льготы. Официальная оппозиция — это партия, имеющая право выступать после правительства, а времени, предоставляемого в период вопросов, у неё больше, чем у всех других партий. Она получает также больше средств на исследования и персонал, чем другие партии.

## Особые обстоятельства

### Оппозиция численно превосходит правительство
После выборов 1925 официальной оппозицией была партия с наибольшим числом кресел в Палате общин — партия консерваторов. Либералы под руководством Уильяма Лайона Макензи Кинга оказались способны сформировать правительство меньшинства, несмотря на то что они имели на дюжину кресел меньше, чем консерваторы, потому что они смогли привлечь себе поддержку Прогрессивной партии для удержания у власти. Таким же образом в Онтарио Либеральная партия Онтарио могла формировать правительство меньшинства с 1985 по 1987 вопреки тому, что она имела меньше кресел, чем Прогрессивно-консервативная партия Онтарио, и благодаря поддержке Новой демократической партии Онтарио.

### Случай Квебекского блока
В 1993 Реформистская партия оспорила право Квебекского блока на образование официальной оппозиции на том основании, что он был сепаратистской партией. Председатель, однако, высказался в пользу Блока.

## Официальная оппозиция в Сенате
Официальная оппозиция есть также и в Сенате Канады. Это партия с наибольшим числом сенаторов, не формирующая правительство. Так как партия, формирующая правительство, определяется в Палате общин, официальная оппозиция в Сенате может на деле иметь больше кресел в Сенате, чем партия власти. Однако по обычаю Сенат даёт согласие на законы, принятые в Палате общин, даже если правительство имеет в Сенате только меньшинство.
Партия, образующая официальную оппозицию в Сенате, необязательно совпадает с официальной оппозицией в Палате общин. С 1993 по 2004 официальной оппозицией в Сенате была Прогрессивно-консервативная партия Канады, хотя официальную оппозицию в Палате с 1993 по 1997 образовывал Квебекский блок, с 1997 по 2000 — Реформистская партия Канады, а с 2000 по 2004 — Канадский союз. Это имело место из-за того, что Квебекский блок и Реформистская партия не имели сенаторов. Однако, когда сенатор Джерри Сен-Жермен в 2000 перешёл от прогрессистов-консерваторов на сторону Канадского союза, он утверждал, что должен быть признан в качестве главы официальной оппозиции в Сенате, так как Канадский союз образовывал официальную оппозицию в Палате общин. Председатель Сената, однако, высказался против этого, принимая во внимание, что крупнейшей оппозиционной партией была Прогрессивно-консервативная партия.